# Final Fantasy Crystal Chronicles: My Life as a Darklord
Final Fantasy Crystal Chronicles: My Life as a Darklord (яп. 光と闇の姫君と世界征服の塔 ファイナルファンタジー・クリスタルクロニクル хикари то ями но химэгими то сэкаисэ ифуку но то: файнару фантадзи: курисутару куроникуру, «Принцесса света и тьмы и башня мирового господства») — японская компьютерная игра в жанре защита башни, разработанная и выпущенная в 2009 году компанией Square Enix для сервиса WiiWare доступного на приставке Wii. Изначально издавалась исключительно на японском языке, но уже через месяц появились версии для других регионов: Северной Америки и PAL-региона. Хронологически игра представляет собой пятую часть в серии Crystal Chronicles и конкретно является прямым продолжением Final Fantasy Crystal Chronicles: My Life as a King, однако в отношении жанра существенно отличается от своих предшественниц.

## Геймплей
Целью игры является защита мобильной башни от нападения разнообразных врагов, встречающихся в ходе путешествия по различным уголкам королевства. Вместо традиционного для жанра вида сверху происходящее отображается сбоку — противники карабкаются по этажам башни, чтобы добраться до самого верха, где расположен тёмный кристалл. Игрок, в свою очередь, расставляет ловушки и собственные юниты, которые после установки уже не могут быть перенесены в какое-либо другое место. Если кристалл остался невредимым и враги закончились, уровень прекращается. Победа над врагами даёт так называемую «тёмную силу», которая может быть использована на сооружение новых препятствий, улучшение старых и строительство дополнительных этажей башни. Каждый этаж обладает своими характерными особенностями, даёт защитникам те или иные бонусы, а также содержит уникальный артефакт. Все ловушки и юниты подразделяются на рукопашные, дальнобойные и волшебные, причём преимущество между ними распределяется по принципу «камень, ножницы, бумага».

## Сюжет
Главной героиней повествования на сей раз выступает Мира, дочь Повелителя тьмы, который в My Life as a King был главным злодеем. Она живёт в передвижной башне и вынуждена защищаться от постоянного наплыва путешественников, стремящихся уничтожить могущественный тёмный кристалл, расположенный на самом верху, — с целью защиты девушка разводит страшных монстров и разрабатывает коварные ловушки.

## Отзывы
| Сводный рейтинг    | Сводный рейтинг |
| Агрегатор          | Оценка          |
| ------------------ | --------------- |
| GameRankings       | 72,36 %         |
| Metacritic         | 73/100          |
| Иноязычные издания |                 |
| Издание            | Оценка          |
| Eurogamer          | 7/10            |
| IGN                | 8,1/10          |

Игра была анонсирована на выставке Game Developers Conference в 2009 году одновременно с презентацией другой загружаемой «Последней фантазии» для WiiWare — Final Fantasy IV: The After Years. Критики встретили My Life as a Darklord большей частью положительно. Портал IGN поставил ей оценку 8,1 из десяти, назвав «забавной стратегической игрой и замечательным приложением WiiWare» и похвалив геймплей. Eurogamer присвоил игре семь баллов из десяти, положительно охарактеризовал глубину геймплея, но посетовал при этом на недостаточность размаха, отметив, что такую интересную идею можно было реализовать и получше. На GameRankings игра имеет рейтинг в 72 %, основанный на одиннадцати рецензиях.